# Emmett Till
Emmett Louis Till (Chicago, Illinois, 25 de julio de 1941-Money, Misisipi, 28 de agosto de 1955) fue un adolescente afroamericano conocido por haber sido asesinado en Misisipi a la edad de 14 años, tras ser acusado por una mujer blanca de presuntamente haber coqueteado con ella.
Su cuerpo mutilado fue encontrado tres días después por varios pescadores en el río Tallahatchie. Las fotografías de su cadáver causaron un fuerte impacto en todo el mundo después de que su madre decidiera que su ataúd estuviera abierto durante el funeral para que se conociera la brutalidad de los hechos. En julio de 2018 se anunció la reapertura del caso.

## Biografía
Hijo de Louis Till y Mamie Elizabeth Till-Mobley, Emmett Till nació en Chicago en 1941. En el verano de 1955, recibió la visita de su tío Moses Wright, que le contó historias sobre la vida en el delta del Misisipi que despertaron en Emmett una gran curiosidad por la región y un gran deseo de visitarla.

### Encuentro de Emmett Till con Carolyn Bryant y asesinato

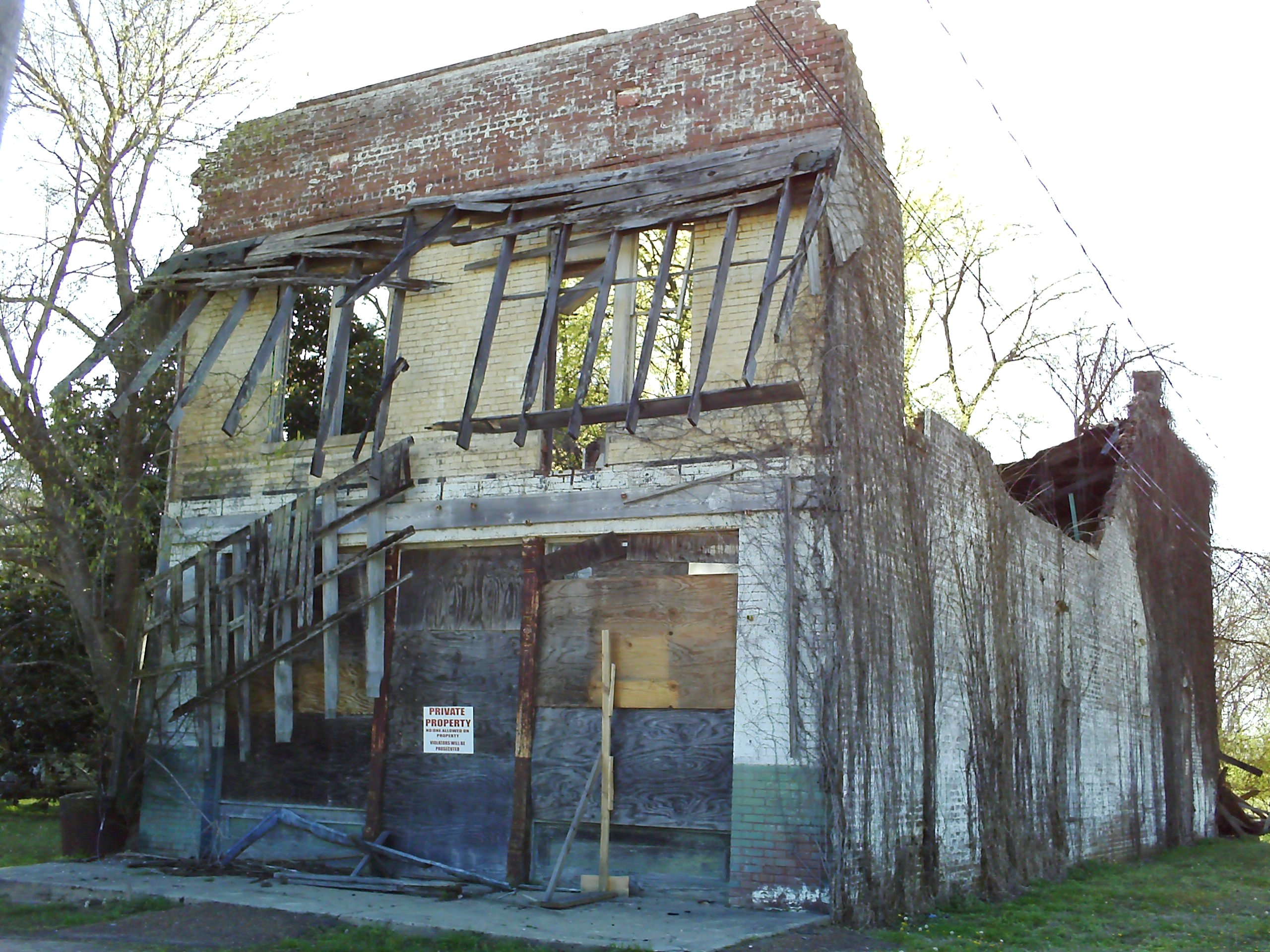
Ruinas de Bryant's Grocery and Meat Market en 2009.

A pesar de las reticencias de su madre, que le avisó que tuviera cuidado pues el Sur no era Chicago, Till llegó a Money (Misisipi) el 21 de agosto de 1955. El 24 de agosto, él y su primo Curtis Jones salieron de la iglesia donde Moses Wright estaba predicando y se unieron a algunos muchachos locales, con quienes fueron al Bryant's Grocery and Meat Market, una pequeña tienda, para comprar dulces. Los adolescentes eran hijos de aparceros y habían estado recogiendo algodón en todo el día. El colmado era propiedad de una pareja blanca, Roy Bryant, de 24 años, y su esposa, Carolyn, de 21 años, quienes en su mayoría atendían a la población aparcera local. Carolyn estaba sola en la tienda ese día; su hermana se encontraba en la parte trasera de la tienda. Jones dejó a Till con los otros chicos, mientras que él se quedó jugando a las damas en la calle. Existen varias versiones de lo que ocurrió en ese momento. Solo se sabe que en aquella época, el racismo hacia los negros era grande. Según algunos, Till al ver a la bella Carolyn, le silbó con admiración y esta se ofendió. Otros afirman que Till al salir de la tienda se despidió de Carolyn diciéndole "Chao baby" y otra versión consta de que Till empezó a coquetear con Carolyn diciéndole "No me temas. Ya he estado con mujeres blancas anteriormente". Carolyn amenazó a Till y a los demás con una pistola y los adolescentes se fueron. Según se cree, tras el incidente Emmett había expresado su deseo de regresar a Chicago, pero no se lo mencionó a su tío, ya que tenía miedo de que se enfadara.
Roy Bryant se encontraba de viaje en aquel momento, pero a su regreso (el 27 de agosto), su mujer ya se había encargado de hacer que la anécdota se extendiese por todo el pueblo. Cuando se enteró de los hechos, interrogó duramente a varios hombres afroamericanos en la tienda e incluso llegó a secuestrar a un hombre que creyó culpable, antes de conocer la identidad de Emmett Till. Esa misma noche, de madrugada, Roy Bryant, de 24 años de edad, se dirigió a casa de Moses Wright acompañado de su medio hermano John William Milam, de 36 años de edad, y de otro hombre de identidad desconocida en busca de un niño de 14 años llamado Emmett Till.
Ambos hombres llevaron a Emmett a un granero situado en las afueras y allí le propinaron una brutal paliza para luego dispararle en la cabeza y arrojarle al río Tallahatchie con un peso al cuello. Cuando la policía comenzó a investigar la desaparición del adolescente, los hombres reconocieron haberle sacado de casa de su tío, pero aseguraron haberle dejado en la puerta de la tienda de Bryant esa misma noche, y ambos fueron arrestados por secuestro. Tres días después, el cuerpo desfigurado de Emmett fue descubierto por dos chicos que se encontraban pescando en el río Tallahatchie.
A pesar de que el cadáver se encontraba totalmente desfigurado y en estado de descomposición, Emmett pudo ser identificado gracias a que llevaba un anillo de plata grabado con las iniciales "L. T." y la fecha "25 de mayo de 1943". El anillo había pertenecido a su padre Louis Till y Emmett se lo había pedido a su madre en Chicago antes de salir de viaje.
Los asesinatos racistas no eran algo ajeno en los estados sureños: tan solo una semana antes de la llegada de Emmett Till, se había producido el asesinato de Lamar Smith en Brookhaven, una población también situada en Misisipi, cuyos ejecutores fueron absueltos. Sin embargo, las circunstancias que rodearon la muerte de Emmett Till conmocionaron al país. La población blanca del norte estaba tan escandalizada como la población negra y los periódicos se hicieron eco de la noticia.
Willie Reed, un aparcero negro que trabajaba para Milam, afirmó en el documental de 2003, El asesinato de Emmett Till, que escuchó a Till mientras era golpeado por los tres hombres en un cobertizo de herramientas, gritando en agonía. Till, empapado en sangre y semiinconsciente, fue conducido a las orillas del río Tallahatchie, donde le dispararon en la cabeza. Le ataron alrededor del cuello, con alambre de espino, un ventilador desmotador de algodón y arrojaron su cuerpo al río, donde fue encontrado días después. Tras ser obligado a lavar la sangre de Till de la parte trasera de la camioneta, Reed desapareció, temiendo por su propia vida.
El asesinato de Emmett Till apareció en titulares estadounidenses e internacionales. Cincuenta mil personas negras asistieron a su funeral en Chicago.

### Funeral
Durante su funeral, su madre insistió en que el ataúd permaneciese abierto para que todo el mundo pudiera observar el estado del cadáver, completamente desfigurado, debido a los golpes recibidos. La revista Jet y el periódico The Chicago Defender publicaron unas fotos del cadáver desfigurado que recorrieron el país.
Mientras la prensa del sur se encargaba de publicar fotos de Roy Bryant y John William Milam en sus uniformes del ejército y a extender el rumor de que en el norte se estaban produciendo revueltas que acabarían en una segunda guerra de Secesión, periódicos como The New York Times alababan la decisión que se acabó tomando de juzgar a ambos hombres bajo el cargo de asesinato.

## Investigación
La investigación abierta en la época sentó en el banquillo a dos personas, el marido y el hermano de la mujer con la que Emmett había «coqueteado». Durante el juicio, los dos negaron su implicación y cuestionaron incluso que el cadáver encontrado fuera el de Emmett. Los dos individuos, blancos, fueron absueltos por un jurado de doce personas, todas blancas. Años después, conscientes de que las leyes impiden juzgar dos veces a una persona por un mismo delito, confesaron haber apaleado y matado al joven como castigo por su osadía.
Dos documentales realizados con la ayuda de historiadores amparan ahora una teoría diferente: sostienen que en ese crimen hubo al menos cinco implicados más, algunos quizá todavía vivos. Los datos que aportan han sido suficientes para forzar al FBI a reabrir el caso.

### La confesión de Carolyn
En 2008, Carolyn Bryant, confesó en una entrevista a Timothy Tyson, autor del libro The Blood of Emmett Till (2017), que se había inventado la acusación y que Till nunca le dirigió ninguna palabra o gesto provocativo. «That part’s not true» («Esa parte no es verdad»), reconoció arrepentida.

### Reapertura de la investigación
En julio de 2018 se anunció la reapertura de la investigación del caso. En un informe remitido al Congreso, el Gobierno informó de que volvía a reabrir las pesquisas sobre el homicidio «tras recibir nuevas informaciones».

## En otros medios
- Langston Hughes dedicó un poema (conocido como Mississippi—1955) a la figura de Till el 1 de octubre de 1955, en la columna de The Chicago Defender. Se reimprimió por todo el país, y se sigue publicando con pequeñas modificaciones por otros autores.[8] Su autor, William Faulkner, un blanco oriundo de Misisipi que a menudo se centraba en cuestiones raciales, escribió dos ensayos sobre Till, uno antes del juicio en el que abogó por la unidad de Estados Unidos y otro después, un artículo titulado On Fear, que se publicó en Harper's en 1956. En ella se preguntaba por qué los principios de la segregación se basaban en un razonamiento irracional.[9]

- La muerte de Till fue el tema principal del episodio de U.S. Steel titulado Noon on Doomsday escrito por Rod Serling en 1957. Le fascinaba lo rápido que los blancos de Misisipi apoyaban a Bryant y Milam. Aunque el guion se reescribió para no mencionar a Till, y no se dijo que la víctima de asesinato fuese negra, el White Citizens' Councils (Consejo de Ciudadanos Blancos) prometió boicotear a U.S. Steel. El episodio finalmente se pareció poco al caso de Till.[10]

- Gwendolyn Brooks escribió un poema titulado A Bronzeville Mother Loiters in Mississippi. Meanwhile, A Mississippi Mother Burns Bacon (1960).[11]

- Ese mismo año, Harper Lee publicó To Kill a Mockingbird, donde un jurista blanco se compromete a defender a un hombre negro llamado Tom Robinson al que se acusa de violar a una mujer blanca. Lee, cuya novela tuvo un profundo efecto en los derechos civiles, nunca comentó por qué escribió sobre Robinson. Patrick Chura, profesor de literatura, encontró varios parecidos entre el caso de Till y el de Robinson.[12] James Baldwin, otro escritor, basó parcialmente su drama Blues for Mister Charlie (1964) en el caso de Till y posteriormente divulgó que el asesinato lo había estado acosando en su mente durante años.[13]

- Anne Moody menciona el caso de Till en su autobiografía, Coming of Age in Mississippi, donde afirma que fue su primera lección de odio en otoño de 1955.[14][15]

- Audre Lorde escribió su poema Afterimages (1981), desde la perspectiva de una mujer negra llamada Carolyn Bryant, de 24 después del juicio.

- Bebe Moore Campbell escribió Your Blues Ain't Like Mine (1992), centrada en los sucesos alrededor de la muerte de Till.

- La obra de Toni Morrison Dreaming Emmett (1986) es una mirada feminista a los papeles del hombre y de la mujer en la sociedad negra. La autora se inspiró al pensar en "el tiempo a través de los ojos de una persona que pudiera volver a la vida para buscar venganza".[16]

- Emmylou Harris incluyó la canción My Name is Emmett Till en su álbum de 2011, Hard Bargain.

- Según el académico Christopher Metress, Till aparece frecuentemente en la literatura como un espectro que acosa a la gente blanca de Misisipi, haciendo que se planteen su parte de culpa en la maldad o el silencio de una injusticia.[13] El libro Mississippi Trials, 1955 (2002) es una narración ficticia de la muerte de Till.

- La canción de 2015 de Janelle Monae f. Wondaland Records «Hell You Talmbout» menciona los nombres de afroamericanos como Emmett Till que murieron a raíz de encuentros con las autoridades o debido a violencia racial.

- En 2016, la artista Dana Schutz pintó Open Casket, una obra basada en fotografías de Till en su ataúd y parcialmente motivada porque la madre de Till declaró haber visto a su hijo tras su muerte.[17]

### Documentales
- Rich Samuels, The Murder and the Movement: The Story of the Murder of Emmett Till (1985), producido por Anna Vasser y emitido por la WMAQ-TV de Chicago.
- The Murder of Emmett Till, American Experience (2003), sitio web con material adicional y trascripciones de la película de la PBS.
- Keith Beauchamp, The Untold Story of Emmett Louis Till (2005)
- Documental sin título producido por HBO (2020).[18]

### Otras obras inspiradas por Till
Canciones
- The Ballad of Emmett Till (1956), grabada por Red River Dave (David McEnery), en una serie de TNT titulada True Story Series.[19]
- The Death of Emmett Till (1962), conocida como "The Ballad of Emmett Till", es una canción de Bob Dylan sobre su asesinato.
- My Name is Emmett Till (2013) de Hard Bargain, en el Emmylou Harris.

Poemas y libros
- Emmett Till (1991) de James Emanuel.
- Wolf Whistle (1993) de Lewis Nordan.
- Mississippi Trial, 1955 (2003) de Chris Crowe.[20]
- The State of Mississippi and the Face of Emmett Till (2005) de David Barr.
- A Wreath for Emmett Till (2005) de Marilyn Nelson.
- The Sacred Place (2007) de Daniel Black.[21]
- Anne and Emmett (2009) de Janet Langhart.
- Gathering of Waters (2012) de Bernice L. McFadden.[22]

Musical
- The Ballad of Emmett Till (2008) de Ifa Bayeza.[23]

Películas
- August 28: A Day in the Life of a People (2016), de Ava DuVernay.[24]
- My Nephew Emmett (2017), nominado al Óscar al mejor cortometraje en 2018.[25]
- Till, el crimen que lo cambió todo (2022).